# Флойд (округ, Індіана)
Шаблон:StateAbbr_ 38°19′ пн. ш. 85°54′ зх. д. / 38.32° пн. ш. 85.9° зх. д.
Округ Флойд (англ. Floyd County) — округ (графство) у штаті Індіана, США. Ідентифікатор округу 18043.

## Історія
Округ утворений 1819 року.

## Демографія
За даними перепису
2000 року
загальне населення округу становило 70823 осіб, зокрема міського населення було 56018, а сільського — 14805.
Серед мешканців округу чоловіків було 34132, а жінок — 36691. В окрузі було 27511 домогосподарств, 19707 родин, які мешкали в 29087 будинках.
Середній розмір родини становив 3.
Віковий розподіл населення поданий у таблиці:
| Стать    | До 15 років | 15-21 | 22-29 | 30-39 | 40-49 | 50-65 | 65-85 | Понад 85 |
| -------- | ----------- | ----- | ----- | ----- | ----- | ----- | ----- | -------- |
| Чоловіки | 7672        | 3360  | 3380  | 5118  | 5650  | 5490  | 3167  | 295      |
| Жінки    | 7466        | 3307  | 3471  | 5513  | 5952  | 5708  | 4523  | 751      |

## Суміжні округи
- Кларк — північний схід
- Джефферсон, Кентуккі — південь, за річкою Огайо
- Гаррісон — захід
- Вашингтон — північний захід

## Виноски
1. ↑  U.S. Decennial Census. United States Census Bureau. Архів оригіналу за 26 квітня 2015. Процитовано 10 липня 2014.
2. ↑  Historical Census Browser. University of Virginia Library. Архів оригіналу за 11 серпня 2012. Процитовано 10 липня 2014.
3. ↑  Population of Counties by Decennial Census: 1900 to 1990. United States Census Bureau. Процитовано 10 липня 2014.
4. ↑  Census 2000 PHC-T-4. Ranking Tables for Counties: 1990 and 2000 (PDF). United States Census Bureau. Процитовано 10 липня 2014.
5. ↑  https://factfinder.census.gov/faces/tableservices/jsf/pages/productview.xhtml?pid=PEP_2018_PEPANNRES&prodType=table [Архівовано 2020-02-14 у Archive.is](англ.) Наведено за англійською вікіпедією.
6. ↑  American FactFinder. Бюро перепису населення США. Архів оригіналу за 26 лютого 2012. Процитовано 31 січня 2008. [Архівовано 2008-05-21 у Wayback Machine.]

| США | Це незавершена стаття з географії США. Ви можете допомогти проєкту, виправивши або дописавши її. |